# الغماميز (الرقة)
الغماميز قرية سورية تتبع ناحية المنصورة في منطقة الثورة في محافظة الرقة. بلغ عدد سكانها 302 نسمة في عام 2004 حسب إحصاء المكتب المركزي للإحصاء.